# Trachypithecus pileatus brahma
Trachypithecus pileatus brahma é uma das 4 subespécies de Trachypithecus pileatus.